# نخاو الثاني

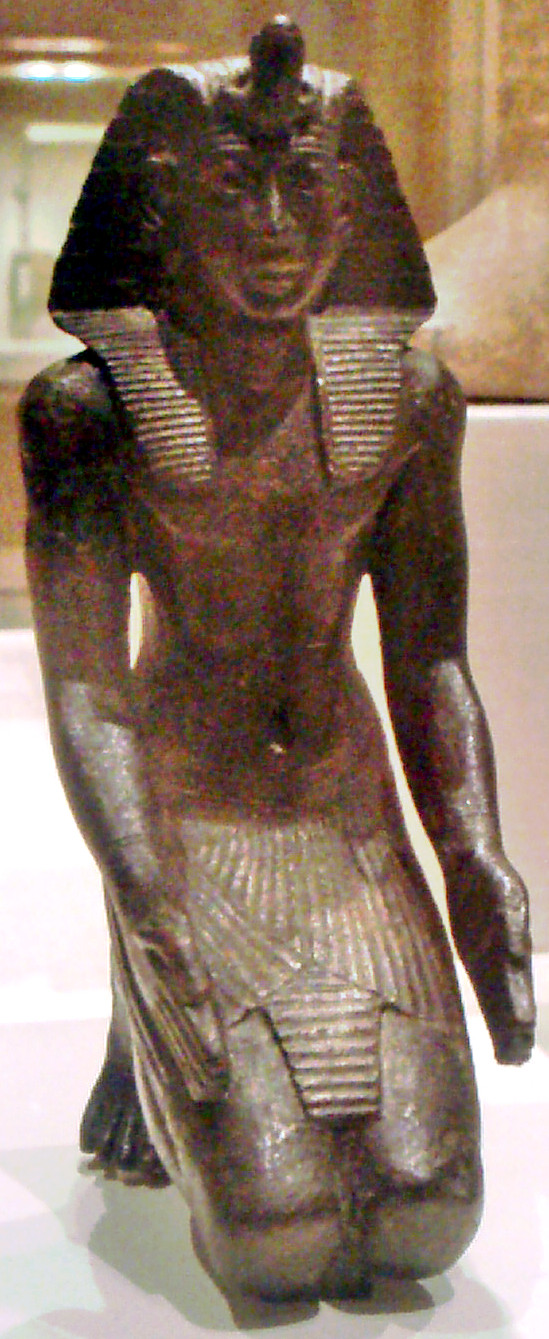
تمثال برونزي لنخاو الثاني، محفوظ في متحف بروكلين

نخاو الثاني أو نكاو أو نيكو ملك مصر من الأسرة السادسة والعشرين (610-595 قبل الميلاد)، التي حكمت من سايس. قام نخاو بعدد من مشاريع البناء في جميع أنحاء مملكته. في عهده، وفقًا للمؤرخ اليوناني هيرودوت، أرسل نخاو الثاني رحلة استكشافية من الفينيقيين، والتي أبحرت في غضون ثلاث سنوات من البحر الأحمر حول إفريقيا إلى مضيق جبل طارق وعادت إلى مصر. قد يكون ابنه، بسماتيك الثاني، على الخلافة قد أزال اسم نخاو من المعالم الأثرية.
لعب نخاو دورًا مهمًا في تاريخ الإمبراطورية الآشورية الحديثة، والإمبراطورية البابلية الحديثة ومملكة يهوذا. يُرجح أن نخاو الثاني هو الملك المصري المذكور في العديد من أسفار الكتاب المقدس. كان الهدف من الحملة الثانية من حملات نخاو هو الفتح الآسيوي، لاحتواء التقدم الغربي للإمبراطورية البابلية الحديثة، وقطع طريق التجارة عبر نهر الفرات. ومع ذلك، هُزم المصريون بهجوم البابليين غير المتوقع وطُردوا في النهاية من سوريا.
لاحظ عالم المصريات دونالد بي. ريدفورد أن نخاو الثاني كان «رجلًا عمليًا منذ البداية، ولديه خيال ربما يفوق خيال معاصريه، الذي كان من سوء حظه تعزيز الانطباع بأنه فاشل.»

## الحملات العسكرية
كان نخاو الثاني ابن بسماتيك الأول من زوجته الملكية العظيمة ميهت إن ويسخت. سمته أو اسمه الملكي وهم إيب رع يعني «تنفيذ [القلب] (أي الرغبة) [من] رع.» [19] عند صعوده، واجه نخاو الفوضى التي أحدثتها غارات الكيميريون والسكيثيين، الذين لم يدمروا آسيا غرب الفرات فحسب، بل ساعدوا البابليين أيضًا في تحطيم الإمبراطورية الآشورية. تم تقليص هذه الإمبراطورية العظيمة الآن إلى القوات والمسؤولين والنبلاء الذين تجمعوا حول جنرال متمرس في حران، والذي أخذ اسم العرش آشور أوباليط الثاني. حاول نخاو مساعدة هذه البقية فور تتويجه، لكن القوة التي أرسلها كانت صغيرة جدًا، وأجبرت الجيوش المشتركة على التراجع غربًا عبر نهر الفرات.

### الحملة الأولى
في ربيع 609 قبل الميلاد، قاد نخاو الثاني بنفسه قوة كبيرة لمساعدة الآشوريين. على رأس جيش كبير، يتألف بشكل أساسي من مرتزقته، سلك نخاو طريق البحر إلى سوريا، بدعم من أسطوله المتوسطي على طول الشاطئ، ومضى عبر المناطق المنخفضة لفيليستيا وشارون. استعد لعبور سلسلة التلال التي تغلق جنوب وادي يزرعيل العظيم، لكن هنا وجد ممره مغلقًا من قبل جيش يهوذا. وقف ملكهم، يوشيا، إلى جانب البابليين وحاول منع تقدمه إلى مجيدو، حيث دارت معركة شرسة وقتل يوشيا.
يذكر هيرودوت حملة نخاو في كتابه التاريخ، الكتاب ٢: ١٥٩:
 ثم أوقف نيكوس العمل في القناة وتحول إلى الحرب. شُيدت بعض المجاديف عن طريق البحر الشمالي، والبعض الآخر في الخليج العربي (البحر الأحمر)، على ساحل بحر إريتريا. لا يزال من الممكن رؤية زجاج الرياح لإيواء السفن. قام بنشر هذه السفن حسب الحاجة، بينما شارك أيضًا في معركة ضارية في مجدولوس مع السوريين، وغزاهم. وبعد ذلك استولى على قادش، وهي مدينة سورية عظيمة. أرسل الملابس التي كان يرتديها في هذه المعارك إلى برانشيداي ميليتس وكرسها لأبولو. 
سرعان ما استولى نخاو على قادش على نهر العاصي وتقدم للأمام، وانضم إلى قوات آشور أوباليط الثاني وعبروا معًا نهر الفرات وحاصروا حران. على الرغم من أن نخاو أصبح أول ملك مصري يعبر نهر الفرات منذ تحتمس الثالث، إلا أنه فشل في الاستيلاء على حران، وتراجع إلى شمال سوريا. في هذه المرحلة، اختفى آشور أوباليط الثاني من التاريخ.
يصف سفر الملوك الثاني وكتاب أخبار الأيام الثاني أيضًا المعركة بين نخاو والملك يوشيا في مجدو (ملوك الثاني 23:29، أخبار الأيام الثاني 35: 20-24). تاركًا قوة كبيرة وراءه، عاد نخاو إلى مصر. في مسيرة عودته، وجد أن اليهود قد اختاروا يهوآحاز ملك يهوذا ليخلف والده يوشيا، الذي خلعه نخاو وحل محله يهوياقيم ملك يهوذا. أعاد يهواحاز إلى مصر كسجين، حيث أنهى يهواحاز أيامه (ملوك الثاني 23:31؛ أخبار الأيام الثاني 36: 1-4).

### الحملة الثانية
كان الملك البابلي يخطط لإعادة تأكيد سلطته في سوريا. في عام 609 قبل الميلاد، استولى الملك نبوبولاسر على كوموخ، مما أدى إلى قطع الجيش المصري، وكان مقره في كركميش. رد نخاو في العام التالي باستعادة كوموخ بعد حصار دام أربعة أشهر، وأعدم الحامية البابلية. جمع نبوبلاسر جيشا آخر نزل في قروماتي على نهر الفرات. ومع ذلك، فإن الحالة الصحية السيئة لنابوبلاسر أجبرته على العودة إلى بابل عام 605 قبل الميلاد. رداً على ذلك، في عام 606 قبل الميلاد، هاجم المصريون البابليين الذين ليس لديهم قيادة (ربما كان يقودهم ولي العهد نبوخذ نصر) الذين فروا من موقعهم.
في هذه المرحلة، نقل نبوبلاسر المسن قيادة الجيش إلى ابنه نبوخذ نصر الثاني، الذي قادهم إلى نصر حاسم على المصريين في معركة كركميش عام 605 قبل الميلاد، وطارد الناجين الفارين إلى حماة. تحطم حلم نخاو في استعادة الإمبراطورية المصرية في الشرق الأوسط عندما غزا نبوخذ نصر الأراضي التي احتلتها مصر من نهر الفرات إلى غزة بفلسطين. على الرغم من أن نبوخذ نصر قضى سنوات عديدة في فتوحاته الجديدة في حملات التهدئة المستمرة، إلا أن نخاو لم يكن قادرًا على استعادة أي جزء كبير من أراضيه المفقودة. على سبيل المثال، عندما انتفضت عسقلان، على الرغم من المناشدات المتكررة، لم يرسل المصريون أي مساعدة، وبالكاد كانوا قادرين على صد هجوم بابلي على حدودهم الشرقية في 601 قبل الميلاد. عندما صد الهجوم البابلي، تمكن نخاو من الاستيلاء على غزة أثناء مطاردة العدو. حول نخاو انتباهه في السنوات المتبقية له إلى إقامة علاقات مع حلفاء جدد: كاريان، وإلى الغرب، الإغريق.

## نشاطه الحربي
في عهد نخاو الثاني خسرت مصر حروبها في بلاد الشام في مواجهة البابليين وقد ثبت تاريخياً أن القوات المصرية التي أرسلها نخاو الثاني لقتال البابليين كان عددها قليل في العدة والعتاد ولكنه استطاع ان يردهم في معركة دارت على حدود رفح الحالية فيما يعرف بالحرب المصرية البابلية.